# サンフランシスコ平和条約締結50周年記念A50事業
サンフランシスコ平和条約締結50周年記念A50事業（サンフランシスコへいわきねんじょうやくていけつ50しゅうねんきねんA50じぎょう）とは、日本の民間有志によって発意された草の根運動である。その目的は戦後の日本に対して行われた米国の寛大な復興支援や数々の協力に謝意を表わす純粋な民間外交であり、同時に両国が新たな信頼関係を築くことで、世界社会の安定を希求することにある。これは同じWWIIの敗戦国である西ドイツ（当時）によるアメリカン・マーシャル・ファンドや、イタリアによる、ワシントンのリンカーン・メモリアル正面にある4つのオブジェ建造にならって実施されたものである。これは戦後の復興のために果たした米国民の好意に対して日本人から謝意を表わすための一連の事業であり、主要な事業内容は（1）記念式典の開催、（2）日米戦後史の出版、（3）A50フルブライト奨学金制度の設立、（4）「A50キャラバン」の派遣であった。

## 概要
A50東京式典の開催
東京・新宿のオペラシティのコンサートホールで各界の賛同者1500名が出席する式典を開催。
出版事業－日米戦後史の出版
日米両国の専門家による政治・安全保障・経済・社会・文化の分野に関する書籍を出版。
A50フルブライト奨学金制度の設立
日米の懸け橋となる若い米国人日本研究者やジャーナリストを10年間に渡り、合計100名に留学資金を提供。
「A50キャラバン」の派遣
日米間の草の根交流を目的とする日本人代表3人一組（三世代より）の15チーム、計45名を米国36都市に派遣。

## 事業内容

### A50東京式典の開催
サンフランシスコ平和条約締結50周年の当日9月8日に参集した参加者は、会場の警備の厳重さにまず驚いた。これはアメリカ同時多発テロ3日前の影響があったと推測される。米国側の主賓は、元米副大統領ダン・クエール氏、日系市民連盟会長、在日米国商工会議所長等。日本側からは、当時の小泉純一郎内閣総理大臣、中曽根康弘元総理、豊田章一郎トヨタ自動車名誉会長、稲盛和夫京セラ名誉会長、そしてA50発案者として飯久保廣嗣デシジョンシステム社長が列席した。
プログラムは日米両国の国歌に続き、大河原良雄元駐米大使の挨拶に始まり小泉純一郎総理の祝辞、それに対してクエール副大統領の謝辞、また賛同者代表として京セラ名誉会長の挨拶があった。日本盆栽協会の協力により樹齢700年の盆栽が壇上を飾った。なお、サンフランシスコ平和条約に署名する際に吉田茂総理が発した、米国の支援に対し、率直にこれを理解し明確に謝意を表わすことが日本人として大切であるという発言を小泉総理がスピーチの一部に引用した。

### 出版事業
- 「日本とアメリカ－パートナーシップの50年」 →  細谷千博国際大学名誉教授監修。出版：ジャパンタイムズ。 ISBN 9784789010580
- 「JAPAN AND THE UNITED STATES－Fifty Years of Partnership」 →  日本側本文32名、コラム執筆32名が携わった。出版：ジャパンタイムズ。 ISBN 9784789010610
- 「PARTNERSHIP—THE UNITED STATES AND JAPAN 1951-2001」 →  Edited by Akira Irie and Robert A. Wampler.　出版：講談社インターナショナル株式会社。 ISBN 9784770027290
- 「（日本語版）日米戦後関係史」 →  米国側監修入江昭、ロバート・A・ワンプラー。出版：講談社インターナショナル株式会社。 ISBN 4770028458

### A50フルブライト奨学金制度の設立
1999年4月の実行委員会で、総予算3億の日本研究に関する奨学金制度を確立する。年間10名程度、7年間継続して日本に招聘し日米関係研究に従事する。選考はフルブライト委員会より20名の候補が推薦され、A50実行委員会により10名を選出。第一次奨学生10名は記念式典に参加し、会場から激励された。

### 「A50キャラバン」の派遣
この事業の目的は、米国各地においてA50の趣旨を伝え相互の信頼を深めることにあった。キャラバンは各チーム20 - 30代、40 - 50代、60代以上の3名で構成され、全米35か所で各種の交流行事に参加。具体的なプログラムの企画は（財団法人日本国際交流センター）が担当し、米国側はNational Association of Japan-America Societies, Inc.（NAJAS）を中心とした諸団体の協力を得た。キャラバンチームは2001年9月8日の東京式典に出席した後、直ちにサンフランシスコに向け出発し、ワシントンD.C.において合流し、様々な行事が計画されていた。
しかしあのアメリカ同時多発テロの悲劇により、キャラバン活動は中断され各自帰国の途についた。なおA50キャラバン報告は（財）日本国際交流センターの編集協力によりまとめられた。
なおA50に関する一連の資料は、東京大学大学院総合文化研究科グローバル地域研究機構に日米民間外交に関する資料として寄贈された。内容は日米各界からの賛同メールや諸企画資料、44回にも及ぶ準備会議の議事録、そして入出金伝票など、段ボール6箱分に及んだ。

## A50実行委員会
- 会長： 大河原良雄 （世界平和研究所理事長・元駐米大使）
- 愛知和男 （前衆議院議員）
- 原禮之助 （セイコーインスツルメンツ顧問）
- 橋本徹 （富士銀行会長）
- 日野原重明 （聖路地国際病院・看護大学理事長）
- 広中和歌子 （参議院議員）
- 細谷千博 （国際大学名誉教授）
- 飯久保廣嗣 （デシジョンシステム社長）
- 今井敬 （経団連会長・新日鉄会長）
- 稲葉輿作 （日本商工会議所会頭・石川島播磨重工業会長）
- 稲盛和夫 （京セラ名誉会長）
- 川島廣守 （日本プロフェッショナル野球組織コミッショナー）
- 小林陽太郎 （経済同友会代表幹事・富士ゼロックス会長）
- 栗山尚一 （外務省顧問・元駐米大使）
- 町村信孝 （衆議院議員）
- 松永信雄 （外務省顧問・元駐米大便）
- 茂木友三郎 （キツコーマン社長）
- 森下洋一 （松下電器産業会長）
- 宗国旨英 （本田技研工業会長）
- 村田良平 （外務省顧問・元駐米大便）
- 内藤晴夫 （エーザイ社長）
- 中山太郎 （日米議員友好連盟会長・衆議院議員）
- 成田豊 （電通社長）
- 根本二郎 （前日経連会長・日本郵船会長）
- 小笠原敏晶 （ニフコ社長・ジャパンタイムズ会長）
- 大野功統 （衆議院議員）
- 大屋麗之助 （福岡日米協会会長・西日本鉄道相談役）
- 斎藤邦彦 （外務省顧問・前駐米大便）
- 椎名素夫 （参議院議員）
- 品川正治 （日本火災相談役）
- 鈴木忠雄 （メルシャン社長）
- 豊田章一郎 （前経団連会長・トヨタ自動車名誉会長）
- 鷲尾悦也 （日本労働組合総連合会会長）
- 山本正 （日本国際交流センター理事長）